# Mirandópolis
Mirandópolis este un oraș în São Paulo (SP), Brazilia.